# Varbosån
Varbosån is een van de (relatief) kleine riviertjes die het Zweedse eiland Gotland rijk is. Het riviertje stroomt van noord naar zuid. Ze stroomt binnen de gemeente rondom Klintehamn. Net als Robbjänsån is het riviertje genoemd naar een boerderij; in dit geval twee Lilla en Stora Varbos (Klein en Groot Varbos). Om de visstand te verbeteren is naast de waterweg een omleiding aangelegd op de plaats waar de rivier een molen van energie voorziet. Het riviertje heeft te lijden onder droogte en milieuverontreiniging. Dat eerste is mede een gevolg van de bifurcatie naar de Idån, waarin 2/3 van Varbosåns water verdwijnt.